# Setplex
Setplex es una empresa de desarrollo de software con sede en Nueva York, EE. UU., que da una solución IPTV/OTT que permite a los propietarios de contenidos, operadores IPTV/OTT, operadores de sistemas múltiples (MSO), proveedores de servicios de Internet (ISP) y a otras empresas IPTV/OTT gestionar, distribuir y monetizar contenidos.
En 2023, la empresa había lanzado más de 150 emisoras, codificado 40.000 canales y prestado servicio a más de 5 millones de abonados.

## Historia
Setplex empezó a funcionar en 2006. Una de las ideas de Setplex era ayudar a las comunidades de expatriados de todo el mundo a obtener televisión y otros contenidos de sus países de origen.
En 2006 TVALB fue uno de los primeros clientes de Setplex que emite contenidos de Albania, Kosovo, Montenegro y Macedonia a albaneses residentes en Estados Unidos y Canadá.
En 2013, la empresa lanzó la pila de desarrollo Setplex completa, lo que le permitió crecer hasta convertirse en una empresa global que proporciona entrega de vídeo para propietarios de contenidos, ISP y empresas IPTV/OTT.
Setplex lleva sus soluciones a clientes de todo el mundo: en Norteamérica, países europeos, Reino Unido, países africanos, regiones LATAM y APAC.
Hasta 2023 Setplex ha proporcionado su plataforma IPTV/OTT a más de 150 empresas, como:
- LATAM (el operador brasileño TV Cabo São Paulo, la empresa de televisión venezolana VIVOplay, la empresa de televisión colombiana TV ISLA)
- EE. UU. (CEF Technology, consultora estadounidense especializada en el sector de la televisión digital)
- El mundo árabe (la empresa de televisión árabe USNile)
En una entrevista concedida a TechAfrica News en 2022, la empresa anunció que está trabajando activamente con países africanos como Angola, Camerún y Ghana, y que tiene previsto ampliar su abanico de colaboraciones en la región africana para apoyar nuevas iniciativas OTT/IPTV.
En 2023, debido a la entrada en nuevos mercados y a la necesidad de introducir métodos de pago preferidos localmente, Setplex seleccionó la plataforma de orquestación de pagos (POP) nativa en la nube de Gr4vy para conectar nuevos proveedores de soluciones de pago (PSP) y ofrecer métodos de pago mejorados.
La empresa participa en ferias internacionales en el ámbito de la televisión por Internet y las tecnologías, como la International Broadcasting Convention (IBC), la National Association of Broadcasters (NabShow), la Andina Link Virtual Expo, la conferencia Asia Tech x Singapore y otras.

## Productos y servicios
NORA
OTT/IPTV middleware NORA es una plataforma completa OTT/IPTV middleware para la entrega de TV, vídeo bajo demanda (VBD), catch-up, grabadora de vídeo digital (DVR), y el servicio interactivo a los clientes en cualquier red basada en IP. Setplex Nora ofrece contenidos a los principales dispositivos, como Smart TV, decodificadores, iOS, Android y entornos PC/Mac/Linux. NORA es el núcleo para la gestión de contenidos, la monetización, la definición de la interfaz gráfica de usuario, la lógica de transmisión, la analítica de seguimiento y mucho más.
La plataforma middleware Nora permite personalizar la experiencia del usuario, como un motor de recomendaciones. Proporciona recomendaciones pertinentes basadas en el historial de visualización de un individuo.
Setrix
Setrix es una solución compleja que realiza la codificación IPTV, la transcodificación, la transmutación y el empaquetado del contenido del cliente, la inserción de anuncios en el servidor (detección de marcadores SCTE 35 en flujos de TV lineal en directo y emisión de flujos HLS para inserción de anuncios) y la transmisión de velocidad de bits adaptable (ABR).
Aplicaciones multipantalla
Setplex desarrolla aplicaciones IPTV/OTT multipantalla para la transmisión de contenidos a través de múltiples dispositivos. Estas aplicaciones también se pueden personalizar para los clientes.
Decodificador
El SPA-210 HD es un decodificador de alta definición diseñado específicamente para su implantación en infraestructuras IPTV/OTT y de vídeo a la carta.
Content Delivery Network Solutions
Setplex ofrece servicios de CDN, que contiene unas 1.700 redes en todo el mundo. La empresa cuenta con socios CDN terceros como Verizon, AT&T, Level(3), CenturyLink y Akamai, lo que le permite estar presente en 130 países.
Streampool CDN
Streampool CDN es la CDN propia de Setplex centrada únicamente en la entrega de vídeo, ya sea en directo o VOD. Puede desplegarse localmente para afectar a los costes, mejorar el rendimiento y la QOS (calidad de servicio).
NoraGO
NoraGO es una aplicación propia de Setplex que permite al usuario transmitir contenidos IPTV/OTT en cualquier dispositivo.